# Александрийский зоопарк
Александрийский зоопарк — второй по величине зоологический парк Египта после зоопарка Гизы в Каире.
Несмотря на наличие многочисленных редких и вымирающих видов животных, зоопарк не принимает значительных мер по обучению своих посетителей; его главный приоритет — досуг.
При отсутствии денег, посетители могут наблюдать за животными со всего мира, содержащимися в зоопарке, гуляя вокруг него, а за небольшую дополнительную плату могут проехать на электромобиле. Коллекция зоопарка включает в себя азиатских слонов, бегемотов, львов, бенгальских тигров, леопардов, гиен, калифорнийских морских львов, жирафов, зебр, нильгау, ятаганских рогатых сернобыков, разнообразных медведей (включая белого медведя) и многочисленные разновидности обезьян. На территории зоопарка имеется «дом рептилий», музей, отдел птиц и секция мелких млекопитающих. В «доме рептилий» содержатся представители местной фауны Египта, включая египетскую кобру, нильского крокодила и вымирающую в природе египетскую черепаху.